# Ferdinand Steiner (Politiker, 1827)
Ferdinand Steiner (* 16. Oktober 1827 in Nikelsdorf; † 4. April 1894 in Klagenfurt) war ein österreichischer Landesgerichtsadjunkt und Politiker.

## Leben
Steiner war der Sohn des Gastwirts und Besitzers der Laglerrealität Josef Steiner und dessen Ehefrau Katharina geb. Rebernig. Er war römisch-katholisch und verheiratet.
Steiner wurde Konzeptaspirant in Graz. Im Jahr 1857 wurde er provisorischer Gerichtsadjunkt in Neustadtl/Novo mesto (Krain, heute Slowenien), ab 1858 definitiver Gerichtsadjunkt beim Landesgericht in Klagenfurt. 1869 wechselte er als k.k. Staatsanwaltssubstitut nach Klagenfurt und wurde 1875 Oberstaatsanwalt-Stellvertreter in Graz. Im Jahr 1876 wurde er Landesgerichtsrat in Graz, ab 1877 in Klagenfurt. Er war Mitglied und zweiter Obmann der Ortsgruppe Klagenfurt des Deutschen Schulvereines.

## Anerkennungen
Am 28. Jänner 1867 wurde er zum Ehrenbürger der Gemeinde Ottmanach ernannt.

## Politik
Vom 13. Jänner 1863, Angelobung erst in der 4. Sitzung der II. Session, Nachwahl vom 9. Dezember 1862 nach dem Rücktritt von Ferdinand Seeland. Bis zum 2. Jänner 1867 war er Abgeordneter im Kärntner Landtag für den Wahlbezirk STM 4 Friesach. Im Landtag war er Mitglied des Verifikationsausschusses.